# Łękinia
Łękinia is een plaats in het Poolse district  Człuchowski, woiwodschap Pommeren. De plaats maakt deel uit van de gemeente Koczała en telt 232 inwoners.